# (1315) Bronislawa
(1315) Bronislawa est un astéroïde de la ceinture principale découvert le 16 septembre 1933 par l'astronome belge Sylvain Arend.
Il a été nommé en hommage au prêtre polonais Bronisław Markiewicz, qui a été béatifié depuis.

## Historique
Le lieu de découverte, par l'astronome belge Sylvain Arend, est l'Observatoire royal de Belgique à Uccle.

## Sources

## Compléments